# Voléro Zürich
Voléro Zürich är en volleybollklubb från Zürich, Schweiz. Klubben grundades 1973  och har verksamhet på både dam- och herrsidan. 
Herrlaget var det som först nådde framgång då de blev schweiziska mästare 1977 Elitlaget på damsidan bildade 2003 en separat enhet för att genomföra en professionell satsning och har blivit schweiziska mästare 13 gånger (2005-2008 och 2010-2018) Det dåvarande elitlaget drog sig 2018 ur den schweiziska förstaligan och gick samman med Entente Sportive Le Cannet-Rocheville för att bilda Volero Le Cannet, som spelar i Le Cannet, Frankrike och deltar i det franska seriesystemet I det schweiziska seriesystemet gick klubben frivilligt ner till serie 1L, den tredje högsta serien i Schweiz. Herr- och damlagen spelade 2021-2022 båda i Serie NLB, den nästa högsta serien  Damerna avancerade tillbaka till Nationalliga A. De vann dessutom Schweizer Cup samma säsong.
Laget spelar i Sporthalle Ruebisbach (damlaget) och Halle Im Birch (herrlaget).